# تیاگو پریتو اکوستا
تیاگو پریتو اکوستا (انگلیسی: Thiago Prieto Acosta؛ زادهٔ ۵ نوامبر ۲۰۰۳) بازیکن فوتبال اهل آرژانتین است.
از باشگاه‌هایی که در آن بازی کرده‌است می‌توان به باشگاه ورزشی سن لورنسو آلماگرو اشاره کرد.
وی همچنین در تیم ملی فوتبال آرژانتین بازی کرده‌است.